# I'm Gonna Getcha Good!
I'm Gonna Getcha Good! è un brano musicale della cantante canadese Shania Twain. È il primo singolo estratto dal suo quarto album Up!, uscito nel 2002. Del brano esistono ben tre versioni diverse, la versione 'rossa" è destinata al mercato pop, la versione "verde" al mercato country e quella 'blu" al mercato internazionale.

## Accoglienza
I'm Gonna Getcha Good! fu accolto positivamente dalla critica, anche se fu spesso paragonato a singoli precedenti. Billboard definì la canzone "un gioiellino orecchiabile", ma aggiunse che la canzone è "più un ricordo di chi era Shania che un progetto per il futuro". About.com definì il brano "una pura gioia per le orecchie dall'inizio alla fine". Entertainment Weekly diede un giudizio discreto al brano e scrisse che Shania "smussa tutti gli spigoli con quel suo sapiente fascino di femme fatale della porta accanto".

## Successo commerciale
Il singolo è uno dei maggiori successi della cantante, avendo raggiunto la top 10 nelle classifiche di 14 paesi: Canada, Danimarca, Irlanda, Lettonia, Norvegia, Nuova Zelanda, Polonia, Portogallo, Romania, Regno Unito, Spagna, Svezia, Svizzera e Ungheria.
In Italia I'm Gonna Getcha Good! ha raggiunto la quattordicesima posizione, dove è rimasto per tre settimane non consecutive, per un totale di cinque settimane passate nella top 20 e diciassette in totale nella classifica italiana. Si tratta del maggior successo di Shania Twain in Italia negli anni 2000. Risulta il 60º singolo di maggior successo in Italia del 2002.
In occasione della sua partecipazione come ospite al Festival di Sanremo 2003, Shania ha cantato il brano nella prima serata di martedì 4 marzo 2003.
I Jonas Brothers hanno fatto una reinterpretazione di questo brano per il loro concerto/film: Jonas Brothers: The 3D Concert Experience

## Video musicale
Il videoclip del brano è stato girato a Londra da Paul Boyd e ha debuttato sul canale americano CMT il 4 ottobre 2002. Il clip si discosta notevolmente dai precedenti video di Shania Twain, con la sua ambientazione fantascientifica e la sua trama ispirata a un videogioco. In un mondo futuristico distopico governato dai robot, Shania Twain interpreta il brano con la sua band dietro a uno schermo, in una calzamaglia scura, mentre un'altra Shania, a bordo di una futuristica motocicletta, sfreccia inseguita da un gigantesco androide che cerca di annientarla. Alla fine del video si scopre che la Shania che interpreta il brano è in realtà un clone. Il video ha ottenuto un grande successo, raggiungendo la prima posizione tra i più trasmessi sul canale VH1 e vincendo il premio come miglior video dell'anno ai Canadian Country Music Awards del 2003.

## Tracce
CD Maxi singolo EU
1. I'm Gonna Getcha Good! (Red) – 4:32
2. C'est La Vie (Blue) – 3:39
3. In My Car (Red) – 3:20
4. In My Car (Blue) – 3:13

CD Maxi singolo 1 UK
1. I'm Gonna Getcha Good! (Red) – 4:29
2. In My Car (I'll Be the Driver) (Red) – 3:17
3. In My Car (I'll Be the Driver) (Blue) – 3:11

CD Maxi singolo 2 UK
1. I'm Gonna Getcha Good! (Red) – 4:29
2. C'est La Vie (Red) – 3:42
3. C'est La Vie (Blue) – 3:36

## Classifiche
| Classifica (2002/03)                        | Massima posizione |
| ------------------------------------------- | ----------------- |
| Australia                                   | 14                |
| Austria                                     | 12                |
| Belgio Fiandre                              | 25                |
| Belgio Vallonia                             | 21                |
| Canada                                      | 1                 |
| Danimarca                                   | 6                 |
| Ecuador                                     | 3                 |
| Paesi Bassi                                 | 12                |
| Francia                                     | 15                |
| Germania                                    | 15                |
| Ungheria                                    | 6                 |
| Irlanda                                     | 7                 |
| Italia                                      | 14                |
| Nuova Zelanda                               | 4                 |
| Norvegia                                    | 4                 |
| Romania                                     | 1                 |
| Spagna                                      | 8                 |
| Svezia                                      | 8                 |
| Svizzera                                    | 10                |
| Regno Unito                                 | 4                 |
| Stati Uniti                                 | 34                |
| U.S. Billboard Hot Country Singles & Tracks | 7                 |
| U.S. Billboard Adult Contemporary           | 10                |
| U.S. Billboard Adult Top 40                 | 34                |